# Naïma Fouad
Naïma Fouad est une athlète marocaine.

## Carrière
Naïma Fouad est médaillée d'or du lancer du javelot aux Championnats arabes juniors d'athlétisme 1984 à Casablanca et médaillée de bronze de la même épreuve aux Championnats d'Afrique de 1984 à Rabat.